# جرذ العشب الغيني
جرذ العشب الغيني (اسم علمي Arvicanthis rufinus)، نوع من القوارض من فصيلة الفأرية. يوجد في بنين، غانا، توغو، وربما الكاميرون، وجمهورية أفريقيا الوسطى، وساحل العاج، وغينيا، وليبيريا، وسيراليون. موائلها الطبيعية هي السافانا الرطبة، والأراضي الجافة شبه الاستوائية أو الاستوائية، والأراضي الرطبة شبه الاستوائية أو الاستوائية، والأراضي الصالحة للزراعة، والمراعي، والمناطق الحضرية.